# Senzenberg (Bühlerzell)
Senzenberg ist ein Weiler im oberen Tal der Bühler in den Ellwanger Bergen, der zum Wohnbezirk Heilberg der Gemeinde Bühlerzell des nordostbaden-württembergischen Landkreises Schwäbisch Hall gehört.

## Geographische Lage
Senzenberg liegt in Luftlinie etwa zweieinhalb Kilometer südsüdöstlich des Hauptorts Bühlerzell der Gemeinde am Zufluss des rechten Gruppenbachs in die von hier nach Bühlerzell laufende Bühler an der rechten Flussseite und damit gerade noch im Naturraum der Ellwanger Berge, während gegenüber der Sulzbacher Wald beginnt. Bei Senzenberg tritt die Bühler aus ihrem Waldtal aus und zieht nun in ihrem weiteren Oberlauf- und ihrem Mittellaufabschnitt meist unter offenen Talhängen.
Der auensedimentgefüllte Talgrund und die Talhänge liegen hier in den Unteren Bunten Mergeln (Steigerwald-Formation), während der Kieselsandstein (Hassberge-Formation) die Randhöhen deckt, beides Schichten des oberen Mittelkeupers.
Die nächsten Orte, sämtlich ebenfalls zu Bühlerzell gehörend, sind die sehr nahe Ziegelmühle ostwärts im unteren Gruppenbachtal; der Weiler Spitzenberg südostwärts, der Weiler Gerabronn und der Wohnplatz Stockhäusle südwestwärts, alle drei auf den gegenüberliegenden Randhügeln des Bühlertals; nordwest- und bühlerabwärts der Weiler Heilberg der Gemeinde, mit vermutlich über 100 Einwohnern (2017) bei weitem der größte unter allen Nachbarorten; sowie nordwärts der Wohnplatz Roßberg. Die nächsten Mittelstädte sind die Kreisstadt Schwäbisch Hall etwa 20 km im Nordwesten und die Stadt Ellwangen etwa 16 km im Osten (jeweils in Luftlinie).

## Beschreibung
Senzenberg umfasst insgesamt vier Hofstellen in lockerem Verband rechts der Bühler, drei davon in der Flussaue vor und nach dem zulaufenden Gruppenbach auf Höhen zwischen 395 m ü. NHN und 400 m ü. NHN; die vierte und größte nimmt die Spitze des abwärtigen Gruppenbach-Mündungssporns ein, ihr höchstes Gebäude steht auf etwa 445 m ü. NHN. Unterhalb dieses größten Gehöfts steht am Hang eine Muttergotteskapelle. Insgesamt gibt es knapp ein Dutzend Haus- und Nebennummern, dazu noch weitere landwirtschaftliche Gebäude.

## Geschichte
Im Jahr 1368 gingen fünf Zwölftel des Zehnten von Senzenberg an die damals damit vom Kloster Ellwangen belehnten Adelmann von Adelmannsfelden.
Für 1442 ist der Verkauf einer Mühle durch eine Bürgerin von Hall dokumentiert.
Im Jahr 1733 gab es offenbar zwei Mühlen am Ort (vielleicht einschließlich der erwähnten Ziegelmühle in der unmittelbaren Nachbarschaft), vier (Voll-)Bauern und einen Söldner (Kleinbauern).
Auf einer historischen Karte von 1851 sind nur 3 Siedlungsstellen erkennbar, dazu die Ziegelmühle.
Für 1886 wird eine Einwohnerzahl von 69 genannt.

## Verkehr
Die L 1072 läuft an den drei Höfen auf dessen Grund vorbei durchs Bühlertal von Pommertsweiler kommend bis nach Bühlertann hinab, den linken Hang des von Nordosten zulaufenden Gruppenbachtals herab stößt am ersten Hof auf sie eine Verbindungsstraße von Schönbronn; beide sind auch Radwegtrassen. Den Hof auf dem Sporn erschließt ein Stichweg weiter abwärts über eine Serpentine. Die nächsten Anschlüsse ans Autobahnnetz liegen in rund 25 Kilometern Straßenentfernung im Osten jenseits von Ellwangen bei Neunheim an die A 7 sowie noch merklich weiter entfernt im Nordwesten jenseits von Schwäbisch Hall bei Kupferzell an die A 6. In denselben Richtungen liegen jeweils etwas näher der Bahnhof Ellwangen an der Oberen Jagstbahn sowie in Schwäbisch Hall-Hessental der Teilungsbahnhof an den Strecken Crailsheim–Heilbronn und nach Waiblingen; letztere ist auch in Gaildorf West nach etwa 20 Kilometern erreichbar.